# Productmaat
In de maattheorie, een deelgebied van de wiskunde, kan men, gegeven twee meetbare ruimten en gegeven de hierop gedefinieerde maten, de productmaatruimten en de productmaten over deze ruimten verkrijgen. Conceptueel is een productmaat vergelijkbaar met het definiëren van het Cartesisch product van twee verzamelingen en de producttopologie van twee topologische ruimten. 
Laten {\displaystyle (X_{1},\Sigma _{1})} en {\displaystyle (X_{2},\Sigma _{2})} twee meetbare ruimten zijn, dat wil zeggen dat {\displaystyle \Sigma _{1}} en {\displaystyle \Sigma _{2}} sigma-algebra's op respectievelijk {\displaystyle X_{1}} en {\displaystyle X_{2}} zijn, en laten {\displaystyle \mu _{1}} and {\displaystyle \mu _{2}} twee maten op deze ruimten zijn. Duidt de sigma algebra, {\displaystyle \Sigma _{1}\times \Sigma _{2}} op het Cartesisch product door {\displaystyle X_{1}\times X_{2}} aan. Deze sigma-algebra wordt gegenereerd door deelverzamelingen van de vorm {\displaystyle B_{1}\times B_{2}}, waar {\displaystyle B_{1}\in \Sigma _{1}} en {\displaystyle B_{2}\in \Sigma _{2}.}
De productmaat {\displaystyle \mu _{1}\times \mu _{2}} wordt gedefinieerd als de unieke maat op de meetbare ruimte {\displaystyle (X_{1}\times X_{2},\Sigma _{1}\times \Sigma _{2})} die voldoet aan de eigenschap
{\displaystyle (\mu _{1}\times \mu _{2})(B_{1}\times B_{2})=\mu _{1}(B_{1})\mu _{2}(B_{2})}
voor alle 
{\displaystyle B_{1}\in \Sigma _{1},\ B_{2}\in \Sigma _{2}.}
In feite voor elke meetbare verzameling E,
{\displaystyle (\mu _{1}\times \mu _{2})(E)=\int _{X_{2}}\mu _{1}(E^{y})\,\mu _{2}(dy)=\int _{X_{1}}\mu _{2}(E_{x})\,\mu _{1}(dx),}
waar Ex = {y∈X2|(x,y)∈E} en Ey = {x∈X1|(x,y)∈E} beiden meetbare verzamelingen zijn.
Het bestaan van deze maat wordt gegarandeerd door de stelling van Hahn-Kolmogorov. De uniciteit van de productmaat wordt alleen gegarandeerd in het geval dat zowel (X1,Σ1,μ1) als (X2,Σ2,μ2) σ-eindig zijn.
De Borel-maat op de Euclidische ruimte Rn kan worden verkregen als het product van n kopieën van de Borel-maat op de reële lijn, R.
Zelfs als de twee factoren van de productruimte volledige maatruimten zijn, hoeft de productruimte dit niet te zijn. Dientengevolge is de vervolledigingsproduce nodig om de Borel-maat uit te breiden naar de Lebesgue-maat of om het product van twee Lebesgue-maten uit te breiden om zo de Lebesgue-maat van de productruimte te verkrijgen.
De tegengestelde constructie aan de formatie van het product van twee maten is de desintegratie, waar een gegeven maat in zekere zin "splitst" in een familie van maten die weer kan worden geïntegreerd om zo weer de oorspronkelijke maat te geven.